# ليبي تيتوس
ليبي تيتوس (بالإنجليزية: Libby Titus)‏ هي ملحنة ومغنية مؤلفة ومغنية أمريكية، ولدت في 6 يوليو 1947 في وودستوك ‏ في الولايات المتحدة.

## وصلات خارجية
- ليبي تيتوس على موقع IMDb (الإنجليزية)
- ليبي تيتوس على موقع ميوزك برينز (الإنجليزية)
- ليبي تيتوس على موقع أول ميوزيك (الإنجليزية)
- ليبي تيتوس على موقع ديسكوغز (الإنجليزية)
- ليبي تيتوس على موقع قاعدة بيانات الفيلم (الإنجليزية)